# Rudolf Bachmann (Politiker, 1921)

Rudolf Bachmann spricht anlässlich der Eröffnung des Kernkraftwerks Gösgen, 1981

Rudolf Bachmann (* 12. Januar 1921 in Bern; † 17. März 2020) war ein Schweizer Politiker der Sozialdemokratischen Partei und von 1969 bis 1985 Regierungsrat des Kantons Solothurn.

## Leben
Der Sohn eines Kaminfegers arbeitete als Lehrer an verschiedenen Schulen, bevor er 1961 Rektor der Oltner Stadtschulen wurde. Sein Interesse an sozialdemokratischer Politik entstand durch den Einfluss von Gewerbelehrer und Nationalrat Hermann Berger sowie durch eine Protestaktion der FDP, die keine SP-Lehrer wählen wollte. In Oensingen nahm Bachmann sein erstes politisches Amt als Gemeinderat wahr.
Im Jahr 1965 wurde Bachmann in den Kantonsrat von Solothurn gewählt und setzte sich dort laut seiner Partei für einen besseren Zugang zur Bildung ein. Nach seiner Zeit als Kantonsrat war Bachmann 16 Jahre lang Regierungsrat des Kantons Solothurn und war unter anderem als Volkswirtschaftsdirektor tätig, in einer Zeit, in der die Uhrenindustrie in Solothurn eine schwere Krise erlebte. Vier Jahre arbeitete Bachmann im Regierungsrat auch mit dem späteren Bundesrat Willi Ritschard zusammen. Zu dieser Zeit sollen sich die beiden SP-Politiker vor den Regierungssitzungen bereits um 6 Uhr getroffen haben, um die Geschäfte zu besprechen.
Auch nach seiner Zeit in der Kantonspolitik engagierte sich Bachmann weiter für seine Mitmenschen. So zum Beispiel als Präsident der Stiftung Pro Senectute, die sich für die Interessen älterer Menschen in der Schweiz einsetzt. In dieser Zeit von 1972 bis 1990 trug Bachmann erheblich zur Transformation der Stiftung zu einer Fachorganisation bei.
Am 17. März 2020 verstarb Bachmann im Alter von 99 Jahren.